# Viadana lobata
Viadana lobata är en insektsart som först beskrevs av Brunner von Wattenwyl 1878.  Viadana lobata ingår i släktet Viadana och familjen vårtbitare. Inga underarter finns listade i Catalogue of Life.